# Palluaud
Palluaud ist eine französische Gemeinde mit 214 Einwohnern (Stand: 1. Januar 2022) im Département Charente in der Region Nouvelle-Aquitaine. Die Gemeinde gehört zum Arrondissement Angoulême, zum Kanton Tude-et-Lavalette und zum 2017 gegründeten Gemeindeverband Lavalette Tude Dronne. Die Einwohner werden Palludéens genannt.

## Geografie
Palluaud liegt im Süden der historischen Provinz Angoumois, etwa 35 Kilometer südsüdöstlich von Angoulême an der Lizonne, die die Gemeinde im Osten begrenzt. Umgeben wird Palluaud von den Nachbargemeinden Salles-Lavalette im Norden, Nanteuil-Auriac-de-Bourzac im Nordosten, Bouteilles-Saint-Sébastien im Osten, Saint-Séverin im Süden sowie Montignac-le-Coq im Westen.

## Bevölkerungsentwicklung
| Jahr                      | 1962 | 1968 | 1975 | 1982 | 1990 | 1999 | 2006 | 2013 |
| Einwohner                 | 260  | 264  | 260  | 273  | 283  | 290  | 289  | 239  |
| Quelle: Cassini und INSEE |      |      |      |      |      |      |      |      |

## Sehenswürdigkeiten
- Kirche Saint-Cybard, seit 1944 Monument historique

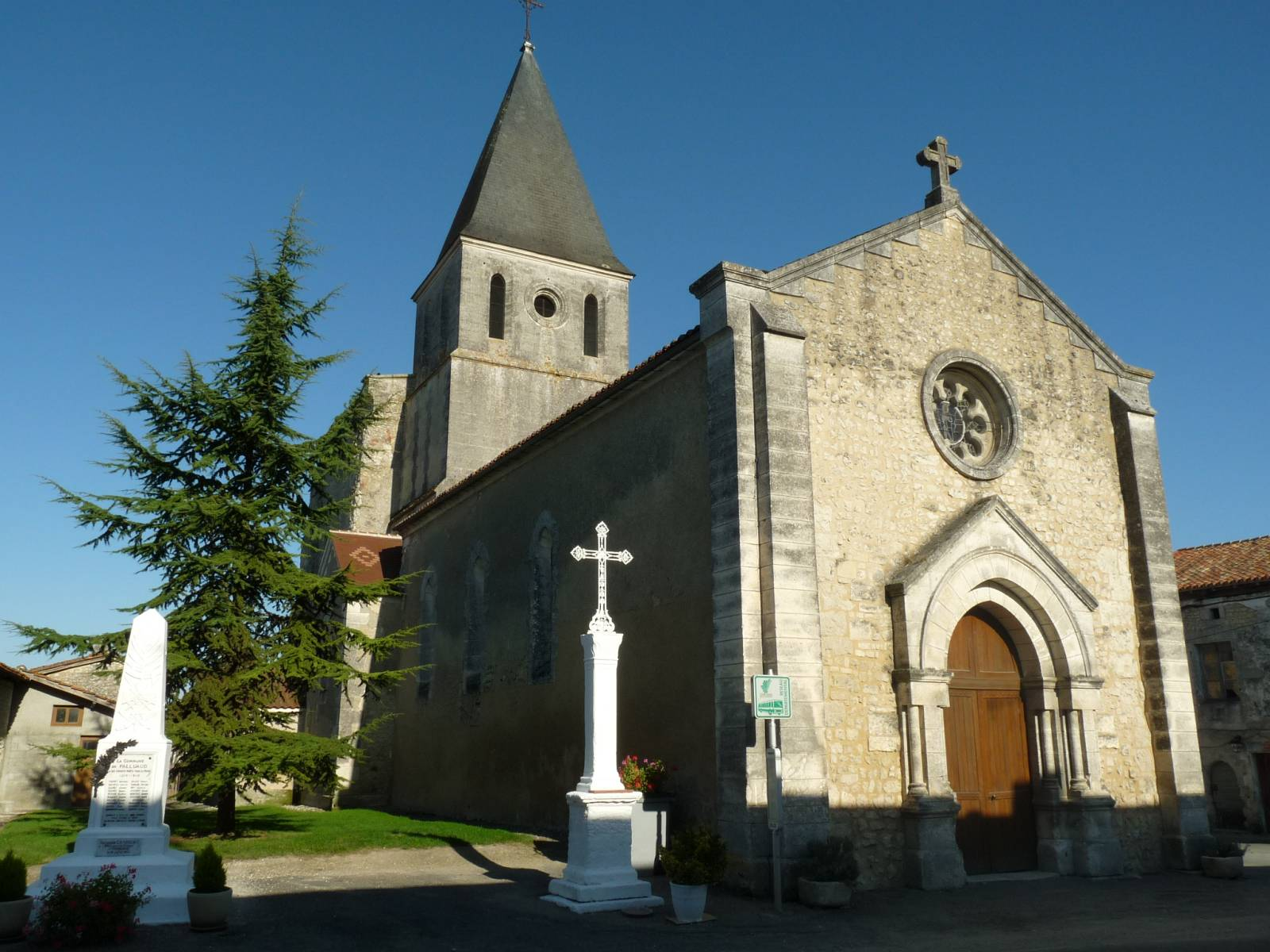
Kirche Saint-Cybard